# San Pedro Teozacualco
San Pedro Teozacualco är en ort i Mexiko.   Den ligger i kommunen San Pedro Teozacoalco och delstaten Oaxaca, i den sydöstra delen av landet, 300 km sydost om huvudstaden Mexico City. San Pedro Teozacualco ligger 1 593 meter över havet och antalet invånare är 454.
Terrängen runt San Pedro Teozacualco är huvudsakligen kuperad, men västerut är den bergig. Runt San Pedro Teozacualco är det glesbefolkat, med 12 invånare per kvadratkilometer. Närmaste större samhälle är San Antonio Huitepec, 17,9 km sydost om San Pedro Teozacualco. I omgivningarna runt San Pedro Teozacualco växer huvudsakligen savannskog.